# Acrantophis dumerili
Espèce
Synonymes
- Boa dumerili (Jan, 1860)

Statut de conservation UICN

 LC  : Préoccupation mineure
Statut CITES
Acrantophis dumerili  est une espèce de serpents de la famille des Boidae.

## Répartition
Cette espèce est endémique de Madagascar. 
Guibé, en 1958 avait affirmé sa présence à La Réunion, selon Vences & Glaw, 2004 cela était une erreur.

## Description

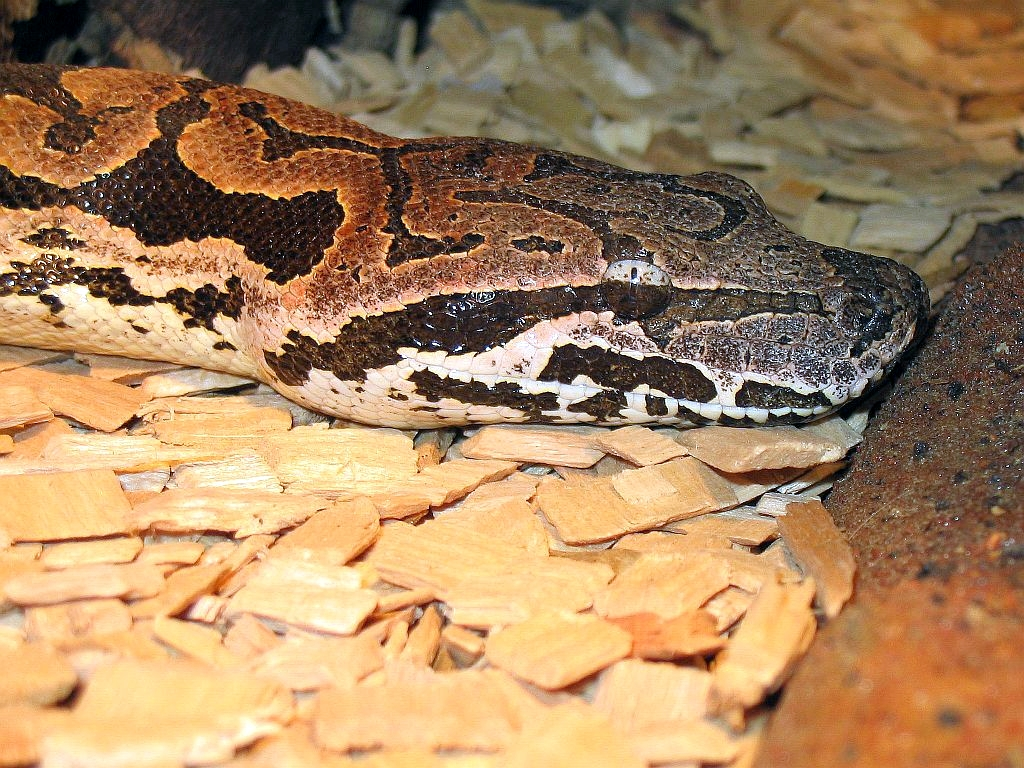
Acrantophis dumerili

Il mesure environ deux mètres de long.

## Publication originale
- Jan, 1860 : Iconographie générale des ophidiens. Tome Premier, J. B. Balliere et Fils, Paris (texte intégral).